# The Reminder
The Reminder es el tercer álbum de estudio de la solista indie canadiense Feist. Fue lanzado el 23 de abril de 2007 en países fuera de Norteamérica y el primero de mayo de 2007 en Estados Unidos y Canadá.
Después del lanzamiento debutó en la posición 16 del Billboard 200, vendiendo alrededor de 31 000 copias en la primera semana, y en la posición 2 de Canadá vendiendo más de 18 000 copias. Al 17 de mayo de 2008 el álbum había vendido alrededor de 596,290 copias en los Estados Unidos.
The Reminder Fue el álbum más vendido del año 2007 en iTunes. Fue el lugar #35 en la lista de Rolling Stone The Top 50 Albums of 2007. Ganó Premios Juno como Álbum Pop del Año y Álbum del Año. También fue nominado para entrega 50 de los premios Grammy.
El 25 de noviembre de 2008 se pública una edición Deluxe con un segundo CD con nueve canciones extras.

## Historia y grabación
Los singles del álbum fueron, «My Moon My Man», «1234», «I Feel It All» y «Honey Honey».
«My Moon My Man»
Este single incluye un remix del músico electrónico alemán Boys Noize, fue utilizada en un anuncio de un producto Wireless.
«1234»
Durante el septiembre de 2007, la canción «1234» fue incluida en una publicidad de una conocida marca de reproductores mp4. La emisión del anuncio publicitario incrementó rápidamente la popularidad de la canción, lo que resultó en una nueva subida en las listas de venta. Alcanzó el número 8 en UK Singles Chart el 7 de octubre y el número 8 en el Billboard Hot 100 en la semana que acabó el 13 de octubre.
Una conocida web de subastas por internet también utilizó la canción para una publicidad.
Feist aparece en un episodio de Sesame Street http://www.youtube.com/watch?v=fZ9WiuJPnNA con una versión de este tema
«Sealion»
Esta canción es una adaptación de una canción de la cantante Nina Simone —Broadway-Blues-Ballads, 1964. El título original es «See Line Woman» —una referencia al león marino nunca fue intencionada—, y se refiere a la vida de una prostituta de clase alta.
Vídeos
Los vídeos están dirigidos por Patrick Daughters, que también dirigió el vídeo de «Mushaboom». El vídeo de «1234» se rodó en una sola toma después de dos días de ensayo.

## Lista de temas
Todas las canciones escritas y compuestas por Feist salvo indicadas. 
| The Reminder edición estándar. |                                                                                   |                                 |          |  |
| N.º                            | Título                                                                            | Escritor(es)                    | Duración |  |
| 1.                             | «So Sorry»                                                                        | Feist, Dominic Salole «Mocky»   | 3:12     |  |
| 2.                             | «I Feel It All»                                                                   |                                 | 3:39     |  |
| 3.                             | «My Moon My Man»                                                                  | Feist, Gonzales                 | 3:48     |  |
| 4.                             | «The Park»                                                                        |                                 | 4:34     |  |
| 5.                             | «The Water»                                                                       | Feist, Brendan Canning          | 4:46     |  |
| 6.                             | «Sealion» (contiene elementos de «See Line Woman» de George Bass and Nina Simone) | Feist, George Bass, Nina Simone | 2:54     |  |
| 7.                             | «Past in Present»                                                                 |                                 | 3:39     |  |
| 8.                             | «Limit to Your Love»                                                              | Feist, Gonzales                 | 4:21     |  |
| 9.                             | «1234»                                                                            | New Buffalo, Feist              | 3:03     |  |
| 10.                            | «Brandy Alexander»                                                                | Feist, Ron Sexsmith             | 3:36     |  |
| 11.                            | «Intuition»                                                                       |                                 | 4:36     |  |
| 12.                            | «Honey Honey»                                                                     |                                 | 3:27     |  |
| 13.                            | «How My Heart Behaves»                                                            |                                 | 4:26     |  |

Todas las canciones escritas y compuestas por Feist salvo indicadas. 
| The Reminder Bonus track en Reino Unido. |                                                            |          |  |
| N.º                                      | Título                                                     | Duración |  |
| 14.                                      | «Honey Honey» (en directo en Danforth Music Hall, Toronto) | 4:37     |  |

Todas las canciones escritas y compuestas por Feist salvo indicadas. 
| The Reminder Bonus track en Japón. |                                                               |          |  |
| N.º                                | Título                                                        | Duración |  |
| 15.                                | «Intuition» (en directo en Danforth Music Hall, Toronto)      | 4:37     |  |
| 16.                                | «My Moon My Man» (en directo en Danforth Music Hall, Toronto) | 4:37     |  |
| 17.                                | «1234» (Video)                                                | 3:14     |  |

Todas las canciones escritas y compuestas por Feist salvo indicadas. 
| The Reminder Bonus track en iTunes o Starbucks. |                           |                     |          |  |
| N.º                                             | Título                    | Escritor(es)        | Duración |  |
| 14.                                             | «Sealion» (Chromeo remix) | Feist, Bass, Simone | 3:45     |  |
| 15.                                             | «The Water» (Red demos)   |                     | 4:13     |  |

Todas las canciones escritas y compuestas por Feist salvo indicadas. 
| The Reminder Bonus track en US Best buy con u código facilitado con la venta del álbum. |                                                                           |              |          |  |
| N.º                                                                                     | Título                                                                    | Escritor(es) | Duración |  |
| 14.                                                                                     | «Honey Honey» (Live W/Fade Out, misma versión que en Reino unido y Japón) |              | 4:34     |  |
| 15.                                                                                     | «Fighting Away The Tears» (w/Mocky)                                       |              | 3:17     |  |

Todas las canciones escritas y compuestas por Feist salvo indicadas. 
| The Reminder versión deluxe, 2.º CD. |                                                |          |  |
| N.º                                  | Título                                         | Duración |  |
| 1.                                   | «I Feel It All» (Escort Remix)                 |          |  |
| 2.                                   | «Sealion» (Chromeo Remix)                      |          |  |
| 3.                                   | «My Moon My Man» (Boys Noize Classic Mix)      |          |  |
| 4.                                   | «1234» (Van She Remix)                         |          |  |
| 5.                                   | «Fightin' Away the Tears» (with Mocky)         |          |  |
| 6.                                   | «So Sorry» (One Mic Mix)                       |          |  |
| 7.                                   | «One Mic Mix» (Grizzly Bear Remix)             |          |  |
| 8.                                   | «Broken Social Scene: "Lover's Spit"» (Redux)  |          |  |
| 9.                                   | «Islands in the Stream» (con The Constantines) |          |  |
| 10.                                  | «My Moon My Man» (video)                       |          |  |
| 11.                                  | «1234» (Director's Cut video)                  |          |  |
| 12.                                  | «I Feel It All» (video)                        |          |  |
| 13.                                  | «Honey Honey» (video)                          |          |  |

## Sencillos
Sencillos físicos
- «My Moon My Man»
- «1234»
- «I Feel It All»

Singles digitales
- «My Moon My Man»
- «1234»
- "«I Feel It All»
- «Sea Lion Woman»

Promos
- «Honey Honey»

## Recepción
El álbum alcanzó un considerable éxito alrededor del mundo, vendiendo 1.2 millones de copias mundiales y siendo certificado Oro en los EE. UU., Austria y Francia, y Doble platino en Canadá. Time nombró a la canción «1234» como una de las 10 mejores canciones de 2007, colocándola en un puesto número 2. La canción fue escrita por el autor Sally Seltmann, también conocida como New Buffalo. El escritor Jason Tyrangie llamó a la canción una obra maestra, alabando a Feist por cantarla «con una mixtura de sabiduría y exuberancia que es todo de ella.»
Este álbum fue el número 35 en Rolling Stone, en la lista de 50 álbumes del 2007.
El 10 de julio de 2007 la lista para el Premio de música Polaris fue desvelado. The Reminder fue anunciado como finalista, junto con otros como The Besnard Lakes, Chad VanGaalen, y la finalmente ganadora Patrick Watson.
Kaleefa Saneh de The New York Times lo posicionó en el número 1, y John Pareless lo posicionó en el número 2 de una lista de los 10 mejores álbumes de 2007.
En menos de un año desde su publicación, Blender]] lo listó en el puesto 80 de su lista de «Los 100 mejores álbumes indie-rock». La página de música en línea Pitchfork Media posicionó a The Remainder en el número 12 de su lista de «200 álbumes del 2000».

## Premios y nominaciones
Feist ganó el Premio de Música Shortlist por the Reminder; es la segunda mujer después de Cat Power en ganar el premio.
Ganó también el Juno por «Álbum pop del año». Después de ganar cinco Junos, las ventas de su álbum saltaron del puesto 12 al 2, la posición de su álbum en el momento de su publicación.[cita requerida] También fue nominado al «Álbum del año» en la 50.ª entrega de premios de los Grammy.

## Posicionamiento
| Lista                             | Posición más alta | Certificación |
| --------------------------------- | ----------------- | ------------- |
| Australian ARIA Albums Chart      | 46                |               |
| Austrian Albums Chart             | 4                 | Gold          |
| Belgian Albums Chart (Flanders)   | 16                |               |
| Belgian Albums Chart (Wallonia)   | 38                |               |
| Canadian Albums Chart             | 2                 | 2× Platinum   |
| French Albums Chart               | 8                 | Gold          |
| Irish Albums Chart                | 61                |               |
| German Albums Chart               | 11                |               |
| Portuguese Albums Chart           | 29                |               |
| Swedish Albums Chart              | 8                 |               |
| Swiss Albums Chart                | 7                 |               |
| UK Albums Chart                   | 28                |               |
| U.S. Billboard 200                | 16                | Gold          |
| U.S. Billboard Alternative Albums | 5                 | Gold          |

Posicionamiento al final de año

### Year-end charts
| Lista (2007)        | Posicionamiento |
| ------------------- | --------------- |
| French Albums Chart | 57              |
| Lista (2008)        | Posicionamiento |
| French Albums Chart | 101             |

Posicionamiento en listas de revistas especializadas
| Publicación           | Lista                                    | Posición |
| --------------------- | ---------------------------------------- | -------- |
| Amazon.com            | Best of 2007: Top 100 Editors' Picks     | #1       |
| Amazon.com            | Best of 2007: Top 100 Customer Favorites | #11      |
| National Public Radio | Listeners’ Picks                         | #3       |
| No Ripcord            | Top 50 Albums of 2007                    | #11      |
| Pitchfork Media       | Top 50 Albums of 2007                    | #19      |
| PopMatters            | The Best Albums of 2007                  | #26      |
| Rolling Stone         | The Best Albums of 2007                  | #35      |
| Spin                  | The 40 Best Albums of 2007               | #18      |
| TIME                  | Top 10 Albums                            | #3       |

## Personal
- Feist – guitarra acústica, guitarra eléctrica, piano, banjo, voz.
- Gonzales – piano, órgano, vibráfono, percusión.
- Jesse Baird – batería.
- Mocky – bajo acústico, farfisa, órgano.
- Bryden Baird – trompeta, flugelhorn, instrumentos de percusión.
- Julian Brown – bajo eléctrico, melódica.
- Jamie Lidell – arreglos enérgicos, voces.
- Town Hall (Jamie Lidell, Julian Brown, Bryden Baird, Mocky, Jesse Bard, Gonzales y Feist) – percusiones y coros.

Invitados
- Eirik Glambek Bøe – voces en «How My Heart Behaves».
- Afie Jurvanen – líder de las guitarras en «Sea Lion Woman».
- Kevin Drew – coros en «Honey Honey».
- Brendan Canning – coros en «Honey Honey».
- Pierre Luc Jamain – órgano bajo en «Honey Honey».
- Ben Mink – instrumentos de cuerda y guitarra rítmica guitarra acústica en «1234».
- Ohad Benchetrit – the Mystery on the bridge of "My Moon My Man".
- Charles Spearin – the Mystery on the bridge of "My Moon My Man".
- Lori Gemmel – harpa
- Sandra Baron – violín
- Mary Stein – violoncello